# Herwig Zamernik

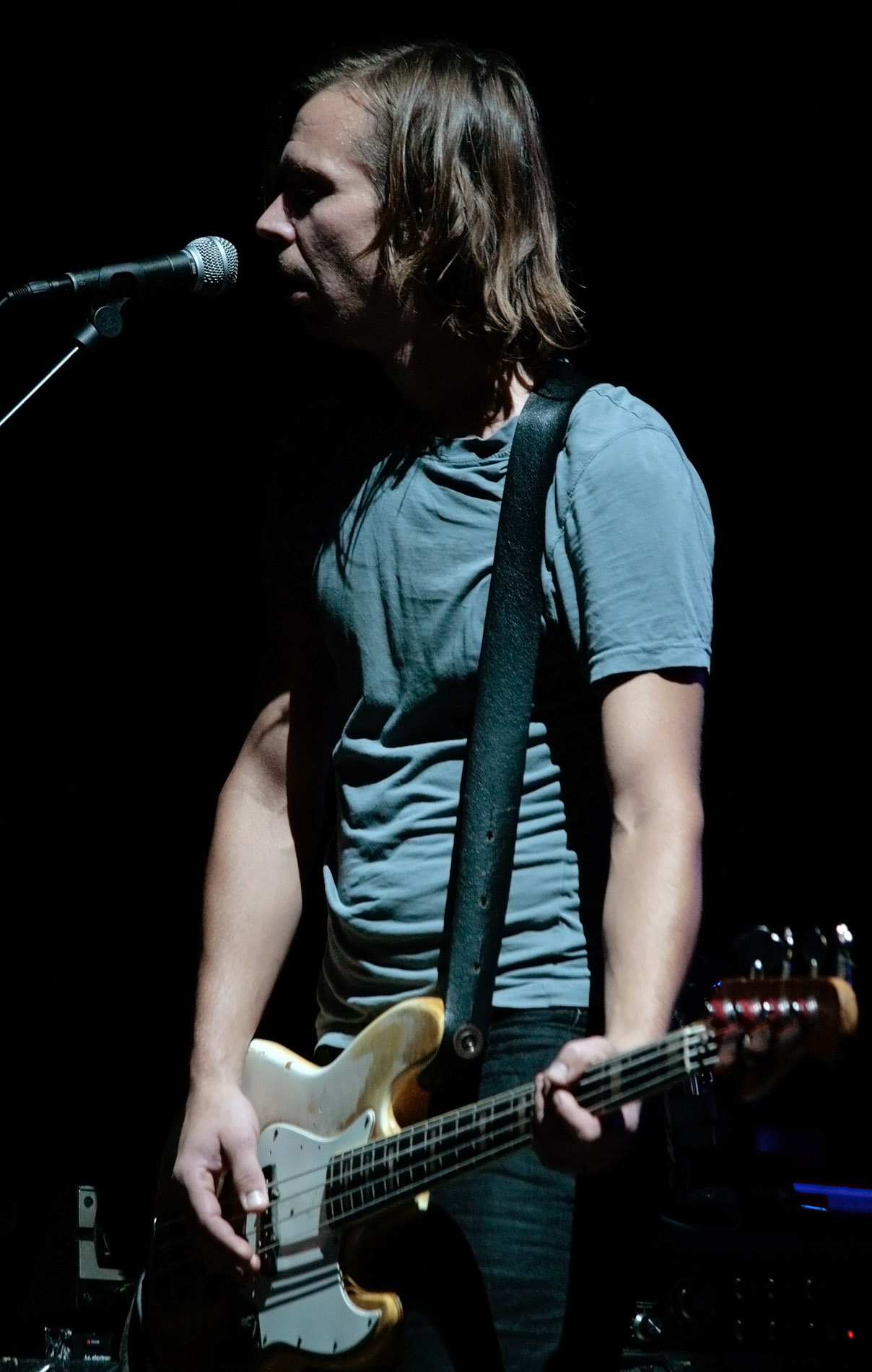
Herwig Zamernik am Donauinselfest 2009

Herwig Zamernik (* 1973 in Wien) ist ein österreichischer Musiker (Fuzzman, Naked Lunch und Disharmonic Orchestra), Produzent und Labelbetreiber. Er lebt und arbeitet seit 2015 wieder in Wien und betreibt ein eigenes Tonstudio, den Fuzzroom.

## Leben und Werk
Zamernik wurde als zweites von drei Kindern in Wien geboren, die Familie übersiedelte ins kärntnerische Friesach, er selbst später in die Landeshauptstadt Klagenfurt. 2015 kam er wieder nach Wien zurück. Die langjährige Partnerin von Zamernik ist die Schauspielerin Jutta Fastian.
Als Kind von Abba und den Beatles geprägt, entdeckte er als Teenager (Heavy) Metal und dessen unterschiedliche, teils extreme Spielarten für sich. Mit einer hauptsächlich wegen des günstigen Preises erstandenen Bassgitarre stieg er 1988 beim Trio Disharmonic Orchestra ein. Zwischen Grindcore, Death Metal und Avantgarde Metal veröffentlichte die Band einige international beachtete Tonträger, die meisten davon beim Label Nuclear Blast. 2008 verließ Zamernik die Band.
1992 stieg er als Bassist bei Naked Lunch ein. Seither bildet er mit Oliver Welter (Gesang, Gitarre) den kreativen Kern der Gruppe, mit der er bislang fünf Studioalben, zuletzt 2013 All Is Fever auf dem Hamburger Label Tapete Records veröffentlicht hat. Seit dem 2004 erschienenen Album Songs for the Exhausted wird die Produktion und Umsetzung der Naked-Lunch-Musik in Zamerniks Fuzzroom-Studio durchgeführt. Unter Naked Lunch entstand Filmmusik für die Episode Bis in den Tod der österreichischen Mystery-Serie 8 × 45 (2006), für die beiden Filme über Franz Fuchs – Ein Patriot (2007) von Elisabeth Scharang und für Thomas Woschitz’ Universalove (2008). 2015 wurde die Musik für Jack, wieder mit Elisabeth Scharang, beigesteuert. Daneben gibt es Werke im Theaterbereich. 2007 schrieb Zamernik die Musik für die Produktion Nordost von Torsten Buchsteiner, aufgeführt im Theater Kosmos.
Zusammen mit seinem Manager Stefan Redelsteiner führt er das Indie-Label „Lotterlabel“ und das Schlager-Label „San Tropez Records“.

## Fuzzman
Seit 2005 tritt Herwig Zamernik als Fuzzman in Erscheinung. Er veröffentlichte mehrere Alben und Vinyl-Singles seines künstlerischen Alter-Egos. 2008 erschien Fuzzman 2 bei Wohnzimmer Records/Hoanzl, wo es unter anderem den Track Mei Liabale - Meine Liebe basierend auf einem Kärntner Volkslied gibt. 2012 erschien Trust Me Fuckers, auf dem von Zamernik und Matthias Euler-Rolle eigens gegründeten „Lotterlabel“. Unter anderem wurde Fuzzman damit zum „Artist Of The Week“ bei Radio FM4. 2014 erschien das Album Fuzzman & The Singin’ Rebels, wieder auf Lotterlabel, das Zamernik dann alleine betrieb. Seit 2015 ist der Wanda-Entdecker Stefan Redelsteiner als 50-Prozent-Labeleigentümer und Manager mit an Bord. Die zehn Songs wie Leb Wohl Cherie oder Totenglocken klingen anders gehen noch mehr in Richtung „anarchistischer Schlager“ mit intakter Indie-Sensibilität.
Live wurde das Album unter anderem im Wiener Stadtsaal vorgestellt. Im Mai 2014 spielte das Quartett ein Konzert in der Justizvollzugsanstalt Klagenfurt in Anwesenheit vieler inhaftierter Menschen und zweier Bundesminister.
Zusätzlich trat Fuzzman bei „Walking Concerts“ bzw. „Guerilla Walks“ des Wiener Künstlers Oliver Hangl in Erscheinung. Zamernik/Fuzzman arbeitet(e) auch an diversen Film- und Fernsehmusiken und fürs Theater. 2014 schrieb er die Musik für Lampedusa, ein „Musik-Theater-Happening“ von Bernd Liepold-Mosser, das im Stadttheater Klagenfurt und im Landestheater Niederösterreich in St. Pölten aufgeführt wurde. 2016 konnte er für das Crossover Für eine Handvoll Gras eine spezielle Boyband, den „Männergesangsverein Obermillstatt“, gewinnen. 2017 komponierte Zamernik die Musik des Next-Liberty-Stücks Der große Sprung. Im Frühling 2019 erschien mit den Singin’ Rebels das Album Hände weg von allem, das ein weites Spektrum an Genres, Mundart-Dialekt, Beatles-Sound sowie Funk und Elektronik umfasst. Das Wiener Popfest 2020 wurde von Fuzzman und Esra Özmen kuratiert. Am 12. November 2021 erschien Endlich Vernunft und am 13. Oktober 2023 das Soloalbum Willkommen im Nichts auf dem „Lotterlabel“. 2024 zeichnete Zamernik als musikalischer Leiter für die Eröffnung der Wiener Festwochen verantwortlich und wurde dafür auch mit der Komposition einer Hymne beauftragt, die am 17. Mai 2024 am Rathausplatz mit einem Chor aufgeführt wurde. Auch 2025 oblag Zamernik die musikalische Leitung der Eröffnung der Wiener Festwochen am 16. Mai 2025. Er schrieb in diesem Jahr erneut die Hymne, die diesmal von der 14-köpfigen Formation Caravan of LUV interpretiert wurde.

## Fuzzroom
Neben seiner Arbeit als Musiker produziert Zamernik österreichische und internationale Künstler in seinem Studio Fuzzroom in Wien-Neubau. Das sind unter anderem Voodoo Jürgens, Kreisky, Monta, Fred Schreiber, The Incredible Staggers, The Very Pleasure, Ansa Sauermann, Paul Buschnegg (Pauls Jets) oder Pippa Galli. Am 18. Februar 2022 erschien das u. a. im Fuzzroom Wien von Herwig Zamernik produzierte neue Pauls-Jets-Album Jazzfest.

## Fuzzstock Festival
2019 gründete Herwig Zamernik mit dem Fuzzstock sein eigenes Sommer-Festival in Kärnten. In den ersten Jahren fand es am Klippitztörl statt, ab 2023 dann am Fuße der Petzen. Es traten u. a. neben seiner eigenen Band Fuzzman & The Singin’ Rebels, Voodoo Jürgens, Clara Luzia, Der Nino aus Wien, Buntspecht, Bipolar Feminin, Fritz Ostermayer, Pauls Jets, EsRap, Alicia Edelweiss, Kreisky, Robert Stadlober, Attwenger, Kreiml & Samurai, Culk, Dives und Von Seiten der Gemeinde auf. 2024 wurde das Festival vom 23. bis 25. August wieder auf der Petzen abgehalten u. a. mit den Acts Chicks on Speed, Die Sterne, Oskar Haag,  Stefanie Sargnagel, Nenda, Steiner & Madlaina, Ansa Sauermann und Monobrother.

## Filmografie (Auswahl)
- 2007: Franz Fuchs – Ein Patriot (TV-Film)
- 2015: Jack (mit Naked Lunch)
- 2020: Landkrimi – Waidmannsdank (Fernsehreihe)
- 2022: Rimini
- 2022: Sparta
- 2024: Landkrimi – Bis in die Seele ist mir kalt (Fernsehreihe)
- 2024: Trost und Rath – Tanz mit dem Teufel (Fernsehreihe)

## Auszeichnungen
- 2007 wurde Naked Lunch mit dem Amadeus Alternative Award ausgezeichnet
- Universalove, eine mit Regisseur Thomas Woschitz neuartige Verbindung von Musik und Spielfilm[29] erhielt 2008 den Max-Ophüls-Preis.
- Amerika, eine Inszenierung des Stadttheaters Klagenfurt, für die Naked Lunch die Musik lieferte, wurde 2011 mit dem Nestroy-Preis ausgezeichnet.
- Österreichischer Filmpreis 2016 in der Kategorie „Beste Musik“ für Jack[30]
- Romyverleihung 2022 – Auszeichnung für die „Beste Musik“ für Rimini[31]